# Кахтан
Кахта́н (араб. قحطان‎) — родоначальник всех «южных» арабов (кахтанитов), сын Эвера, которого иногда отождествляли с пророком Худом. В ряде случаев Кахтана идентифицировали с библейским Иоктаном.
В исламской традиции потомки Кахтана вместе с исчезнувшими аравийскими народами (ад, самуд, тасм и др.) относятся к «коренным арабам», а потомки Аднана (аднаниты) — к «пришлым арабам». Кахтаниты делились на оседлых (химйар) и кочевых (кахлан). После создания арабского халифата (VII—VIII века) среди двух группировок арабских племён сложилось реальное противопоставление. Отождествление с библейским Иоктаном и другие восходящие к Библии генеалогии появились в среде книжников, которые стремились привязать к библейской исторической схеме местные аравийские предания. В период формирования единой арабской народности получили распространение генеалогии, объединявшие линии Кахтана и Аднана. Эти генеалогии объявляли всех арабов потомками Исмаила (Измаила) и Ибрахима (Авраама). Возможно, мусульманская традиция, противопоставлявшая кахтанитов и аднанитов, частично восходит к древнему противостоянию кочевых и оседлых племён.